# Claes-Bertil Ytterberg
Claes-Bertil Ytterberg, född 5 maj 1943 i Surahammar, är en svensk teolog och biskop emeritus i Västerås stift. Han var biskop där 1988-2008 och dessförinnan kyrkoherde i Arboga församling. Ytterberg är teologie doktor och hans doktorsavhandling avser Olov Hartmans teologi. Åren 2008-2018 var han ordförande för Karlfeldtsamfundet. Han har också skrivit en C-uppsats i litteraturvetenskap om Väinö Linna.
Ett av hans utredningsuppdrag har handlat om hur samhällsekonomin skall klara de stora pensionskullarna som kommer; hans slutsats är att halva befolkningen borde arbeta till 78 års ålder om samhället skall klara av det.
I ett pressmeddelande från Svenska kyrkan den 16 mars 2007 meddelade Ytterberg att Svenska kyrkan är beredd att förrätta ingående av registrerat partnerskap för homosexuella par i kyrkan, men vill upprätthålla en språklig distinktion mellan äktenskap för heterosexuella par, och registrerat partnerskap för homosexuella. (En försöksordning för välsignelse av redan ingånget registrerat partnerskap fastställdes av Kyrkostyrelsen den 6 december 2006.)
Ytterberg är gift med den tidigare socialdemokratiska riksdagsledamoten Mariann Ytterberg och är far till Arbogas f.d. kommunalråd Olle Ytterberg (2005-2014).